# Slovenske Konjice
Slovenske Konjice (njemački: Gonobitz) je grad i središte istoimene općine u sjeveroistočnome dijelu središnje Slovenije, između Celja i Maribora. Grad pripada povijesnoj pokrajini Štajerskoj i statističkoj regiji Savinjskoj.

## Stanovištvo
Prema popisu stanovništva iz 2002. godine Slovenske Konjice su imale 4.866 stanovnika.

## Gradovi prijatelji
- Hlohovec  Slovačka (2007.)

- Kosjerić  Srbija (2009.)

- Hranice (Olomouc)  Češka (2012.)

- Gornja Stubica  Hrvatska (2013.)

- Tolfa  Italija (2016.)

- Szazhalombatta  Mađarska (2016.)

- Zvjezdani Grad  Rusija (2016.)

- Biograd na Moru  Hrvatska (2019.)

## Galerija
- Slovenske Konjice
- Grad 1830. godine
- Kaštel u Slovenskim Konjicama
- Dvorac Trebnik
- Crkva svetog Jure

## Vanjske poveznice
- Službena stranica općine  Arhivirana inačica izvorne stranice od 22. veljače 2009. (Wayback Machine)
- Satelitska snimka grada  Arhivirana inačica izvorne stranice od 29. srpnja 2017. (Wayback Machine)